# Holodictya weidneri
Holodictya weidneri är en insektsart som beskrevs av Victor Lallemand 1960. Holodictya weidneri ingår i släktet Holodictya och familjen lyktstritar. Inga underarter finns listade i Catalogue of Life.